# مؤتمر وارسو
عقد مؤتمر وارسو، المعروف باسم مؤتمر الشرق الأوسط بقيادة الولايات المتحدة في وارسو، يومي 13 و14 فبراير 2019 في وارسو، عاصمة بولندا. واستضافت بولندا والولايات المتحدة المؤتمر. ووفقا للإعلان الرسمي المشترك الصادر عن الاجتماع، فإن المسائل المتعلقة بهذا الحدث هي: ”الإرهاب والتطرف، وتطوير الصواريخ وانتشارها، والتجارة البحرية والأمن البحري، والتهديدات التي تطرحها الجماعات العميلة عبر المنطقة“. وفي مطلع فبراير، قال وزير خارجية الولايات المتحدة، مايك بومبيو، إن هدف المؤتمر هو التركيز على «تأثير إيران وإرهابها في المنطقة». ومع ذلك، وبعد الاعتراض الأوروبي على هذا الغرض، اضطرت الولايات المتحدة إلى التراجع عن التخطيط لإقامة ائتلاف عالمي ضد إيران. وكانت القمة على مقربة من مؤتمر ميونخ للأمن السنوي، الذي يعقد من 15–17 فبراير.

## التاريخ
أعلنت الولايات المتحدة في منتصف يناير 2019 عن «المؤتمر الوزاري لتعزيز مستقبل السلام والأمن في الشرق الأوسط»، وهو أول مؤتمر قمة من نوعه.

## الإرهاب والتطرف في الشرق الأوسط
في حين حقق الائتلاف العالمي لهزيمة تنظيم الدولة الإسلامية (داعش) وشركائها بعض النجاح في طرد داعش من العراق وسوريا، فإن داعش والجهات التابعة لها (بما في ذلك القاعدة) ما زالت نشطة في مناطق مثل المملكة العربية السعودية وشبه جزيرة سيناء واليمن.
في اليمن على وجه التحديد، استفادت مجموعات القاعدة وتنظيم الدولة الإسلامية من حالة عدم الاستقرار التي نشأت عن الصراع الدائر بين الحكومة اليمنية والقوات الحوثية، لتجنيد الإرهابيين وتخطيط وتنفيذ هجمات في المنطقة الوسطى من اليمن.
ووفقاً لتقرير صدر مؤخراً عن وزارة الخارجية الأمريكية، تواصل إيران رعاية الإرهاب في الشرق الأوسط من خلال قوة القدس التابعة لحرس الثورة الإسلامية، ووزارة الاستخبارات والأمن الإيرانية، ووكيلها حزب الله، الذي يعمل من لبنان.

## تطوير وانتشار الصواريخ
يشير تقرير صادر عن معهد الشرق الأوسط إلى أنه منذ نهاية الحرب العالمية الثانية، فإن أكثر من 90% من الصواريخ التي أطلقت في المعارك تأتي من الشرق الأوسط.
يشير نفس التقرير إلى أن إيران لديها واحدة من أكثر ترسانات الصواريخ الباليستية تقدما. تشتمل هذه الترسانة على ثلاثة أنواع من صواريخ شهاب مدعومة بـ 300 قاذفة ونطاق 1000 كم (620 ميل). إن الصواريخ الأكثر تطوراً في حوزة إيران، مثل صاروخ سجيل، يمتد نطاقها من 2000 إلى 2500 كيلومتر (1240 و1550 ميل)، قادرة على الوصول إلى عدة بلدان في جنوب وجنوب شرق أوروبا.
الترسانة الصاروخية السورية، التي استنفدت إلى حد ما بسبب الحرب الأهلية السورية الدائرة في سوريا، تم إعادة تزويدها بمساعدة روسيا والصين وكوريا الشمالية. الصاروخ الأكثر شيوعاً في ترسانة سوريا هو صواريخ سكود ب الذي يبلغ مداه 300 كيلو متر (185 ميلاً) وسكود سي التي يمكنه الوصول إلى مسافات تصل إلى 550 كيلو متر (340 ميل). ويعتقد أن سوريا لديها أيضاً إمكانية الوصول إلى صاروخ سكود-دي الذي يبلغ مداه 700 كم (435 ميل).
الأطراف الفاعلة من غير الدول، مثل الجماعات الإرهابية، تتمتع الآن بصواريخ قصيرة المدى. من السهل نسبياً بناء هذه الصواريخ وتتطلب القليل من التدريب أو لا تحتاجه على الإطلاق. لدى منظمة حزب الله، التي يوجد مقرها في لبنان، أكثر من 130،000 صاروخ وقذيفة. وهذا يشكل تهديدًا لإسرائيل التي ضربتها صواريخ حزب الله في الماضي.
إضافة إلى ذلك، تواصل حماس، وهي منظمة أصولية إسلامية تحكم قطاع غزة، توسيع ترسانتها الصاروخية، التي تشمل صواريخ القسام وصواريخ الكاتيوشا بالإضافة إلى صواريخ مضادة للدبابات. أطلقت حماس أكثر من 10 آلاف صاروخ على إسرائيل منذ سيطرتها على قطاع غزة عام 2007.

## مؤتمر صحفي

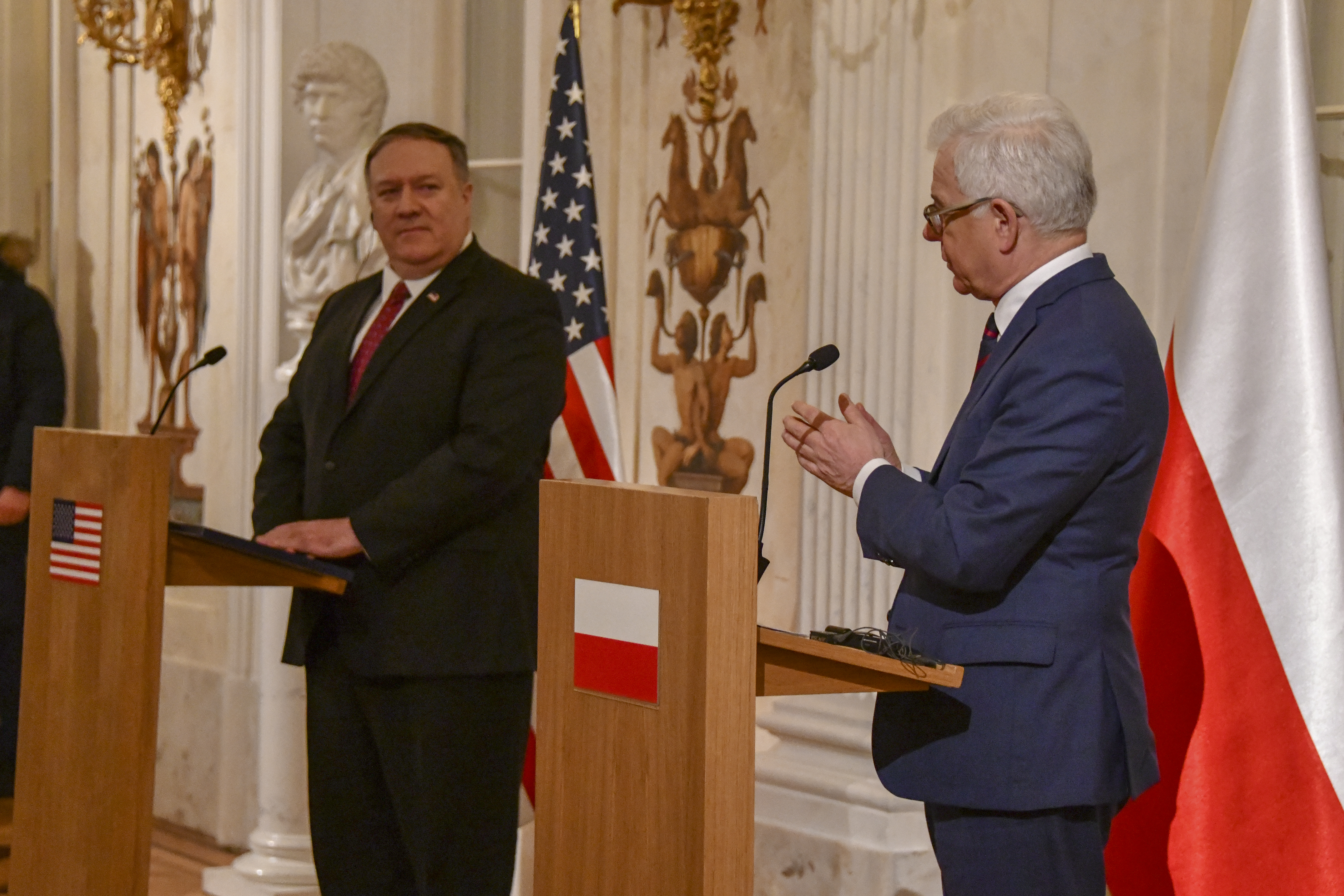
بومبيو يشارك في مؤتمر صحفي مشترك مع وزير خارجية بولندا جابوتوفيتش

في 12 فبراير، عقد وزير خارجية الولايات المتحدة ووزير خارجية بولندا مؤتمرًا صحفيًّا، قبل يوم من بدء مؤتمر القمة المعني بـ“السلام والأمن في الشرق الأوسط”. وقال بومبيو إن أكثر من 60 دولة تشارك في مؤتمر قمة وارسو.

## ردود الفعل
احتجت إيران على المؤتمر ووصفته بأنه خطوة عدائية. وقالت مسؤولة السياسة الخارجية في الاتحاد الأوروبي، فيديريكا موغيريني، إنها لن تحضر الاجتماع في وارسو، «الذي تلقى استقبالا فاترا من الدول الأوروبية». كما أصدرت وزارة خارجية الاتحاد الروسي بيانا في 22 يناير وذكرت أن المسؤولين الروس لن يحضروا المؤتمر، الذي وصفته بأنه «منصة مضادة لإيران».
وافق وزير الخارجية البريطاني، جيريمي هنت، على حضور القمة، لكن بشرط أن تعقد المملكة المتحدة والولايات المتحدة والإمارات العربية المتحدة والسعودية اجتماعًا جانبيًا حول اليمن.
وقد رفضت دول أوروبية كبرى، مثل ألمانيا وفرنسا، إرسال كبار دبلوماسييها بشأن المخاوف من أن مؤتمر القمة صمم بصورة رئيسية لبناء تحالف ضد إيران.
وفي معرض حديثه في وارسو، وصف نائب رئيس الولايات المتحدة النظام في إيران بأنه “أكبر تهديد للسلم والأمن في الشرق الأوسط”. وقد انتقد مايك بنس بعض البلدان الأوروبية التي تحاول إضعاف العقوبات التي تفرضها الولايات المتحدة على إيران، وقال إن إيران تسعى خلف “محرقة أخرى”.
عمدة نيويورك السابق، رودي جولياني قال في مؤتمر صحفي عقد في وارسو أنه ينبغي عزل طهران.
وقال خالد بن سلمان آل سعود، سفير المملكة العربية السعودية لدى الولايات المتحدة(سابقاً) إن السبب في مشاركته في مؤتمر قمة وارسو هو "اتخاذ موقف حازم ضد القوى التي تهدد مستقبل السلام والأمن"،" ولا سيما الإيرانية.
وفي 13 و14 فبراير، عقدت مجموعة من أنصار المجلس الوطني للمقاومة الإيرانية التي تؤيد «تغيير النظام» في جمهورية إيران الإسلامية اجتماعا في وارسو ليتزامن مع انعقاد المؤتمر. وقد وصفت الحكومة الأمريكية هذه المنظمة بأنها جماعة إرهابية. وحضر عمدة مدينة نيويورك السابق رودي جولياني التجمع وطالب بسياسات أقوى ضد الحكومة الإيرانية وانتهاكاتها لحقوق الإنسان.
وقال جيولياني عمدة نيويورك السابق الذي تحدث في تجمع عدة مئات من أنصار منظمة مجاهدي الشعب الغيراني في وارسو إن أي خطة للسلام في المنطقة تتطلب «تغييرا كبيرا في الديكتاتورية الدينية في إيران».